# Marie Toussaint
Pour les articles homonymes, voir Toussaint.
Marie Toussaint, née le 27 mai 1987 à Lille, est une femme politique française, membre des Écologistes.
Juriste en droit international de l'environnement de profession, cofondatrice de l'association Notre affaire à tous, à l'origine de la campagne L'Affaire du siècle, elle est élue députée aux élections européennes de 2019 sur la liste Europe Écologie Les Verts. Durant son mandat, elle siège à la Commission de l'industrie, de la recherche et de l'énergie et la Commission des affaires juridiques. Elle est réélue en 2024.
Elle est actuellement vice-présidente de la Fondation de l'écologie politique et siège au conseil stratégique de l'Institut du développement durable et des relations internationales (IDDRI).

## Biographie

### Jeunesse et études
Marie Toussaint naît à Lille en 1987. Son père est marin et sa mère est professeure d’économie en lycée technique, puis tous deux s'engagent comme bénévoles permanents dans l’association ATD Quart Monde, spécialisée dans la lutte contre la pauvreté.
Elle a les yeux vairons, avec une hétérochromie partielle, une nuance brune sur une partie de l'un de ses yeux, bleus.
Elle grandit à Bordeaux, dans le quartier des Aubiers.
Après son baccalauréat, elle intègre l'Institut d'études politiques de Paris par le biais des conventions éducation prioritaire. Elle reprend par la suite ses études en droit de l'environnement et consacre son mémoire de master en droit international à la reconnaissance de l'écocide.

### Débuts politiques et engagements associatifs
En 2005, à 18 ans, elle s'engage en politique avec Les Verts puis chez Europe Écologie Les Verts et devient co-secrétaire fédérale des Jeunes Verts entre 2010 et 2011. En parallèle, elle est bénévole pour l'Initiative Yasuní-ITT, lancée par le président équatorien Rafael Correa pour la préservation du parc national Yasuni, puis au sein du mouvement citoyen mondial End Ecocide on Earth avec la juriste Valérie Cabanes. Elle participe par ailleurs à des actions du collectif Jeudi noir contre le mal-logement.
En 2015, elle fonde l'association Notre affaire à tous. Cette ONG, qui défend un droit à la justice climatique, est à l'origine de l'Affaire du siècle avec Oxfam France, Greenpeace France et la Fondation pour la nature et l'homme, le recours en justice contre l'État français pour inaction climatique. Plus de 2 millions de citoyens signent la pétition lancée en parallèle. En 2021, l’État français est condamné par le Conseil d’État pour inaction climatique.

### Députée européenne
Pour les élections européennes de 2019, elle travaille sur le programme européen des écologistes.   Candidate en quatrième position sur la liste commune EELV - AEI - RPS menée par Yannick Jadot, elle est élue eurodéputée le 26 mai 2019.
Vice-présidente du Groupe Verts/ALE du Parlement européen, elle siège dans les commissions ITRE (industrie, recherche et énergie), ENVI (environnement, santé publique et sécurité alimentaire) et JURI (affaires juridiques).
En juillet 2023, elle est élue tête de liste des écologistes par les militants pour les élections européennes de 2024, avec 59 % des voix face à David Cormand, député européen et ancien secrétaire national d'Europe Écologie Les Verts.
Elle obtient 5,5 % des bulletins exprimés et 5 sièges au parlement européen, pour 13 sortants. Loin des 13,48 % obtenus par Yannick Jadot aux élections européennes de 2019, et bien qu'elle passe (de justesse) la barre nécessaire à sa réélection, et à l'envoi de quatre autres eurodéputés, c’est le plus mauvais score des écologistes depuis 30 ans. Quelques mois plus tard, elle reconnait avoir mené une campagne brouillonne.

## Prises de position

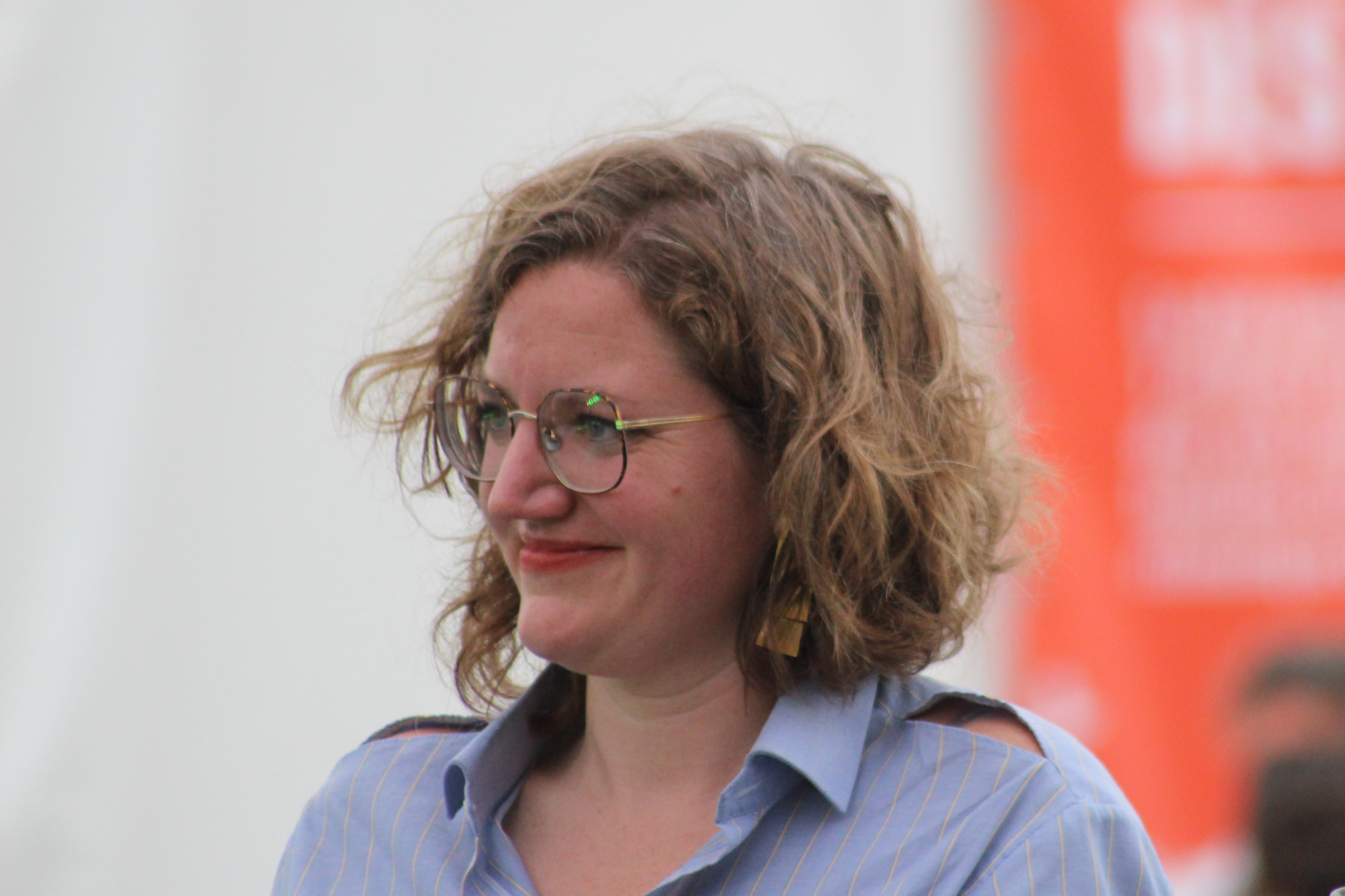
Marie Toussaint aux journées d'été des écologistes 2021, à Poitiers au parc de Blossac.

### Judiciarisation des luttes écologistes
Marie Toussaint se rattache à un courant légaliste de l'écologique politique, qui tente de mener les luttes écologiques sur les plans légaux et judiciaires.

#### Droits de la nature
En 2020, Marie Toussaint initie un grand débat européen à travers une série de conférences rassemblant les initiatives européennes pour les droits de la nature (Parlement de Loire, Embassy of the North Sea, initiative pour les droits de la Mar Menor en Espagne...) avec d'autres acteurs clés, comme le Commissaire européen à l'environnement Virginijus Sinkevicius. Elle participe en France également de l'émergence de ce mouvement avec de nombreux maires et associations locales, comme le collectif corse Tavignanu Vivu qui a rédigé en 2021 la première Déclaration des droits d'une rivière, en Europe.

#### Reconnaissance du crime d'écocide
Engagée depuis 2012 avec l'organisation End Ecocide on Earth, et depuis 2015 avec Notre Affaire à Tous, Marie Toussaint se bat pour la reconnaissance légale des écocides, les « crimes contre la planète ». Sous son impulsion, le Parlement européen s'est positionné à plusieurs reprises pour la reconnaissance de l'écocide en droit international et en droit interne,. En 2020, Marie Toussaint lance la création de l'Alliance Internationale parlementaires pour la reconnaissance de l'écocide qui rassemble des parlementaires du monde entier engagés dans ce combat,.

### Dénonciation des «procédures-bâillons»
Marie Toussaint dénonce au Parlement européen les attaques juridiques dites « procédures-bâillons », des procès intentés contre des journalistes ou militants pour les épuiser financièrement et intimider les lanceurs d'alerte potentiels[source insuffisante].

### Lutte contre les violences environnementales
Marie Toussaint est vice-présidente de l'Intergroupe de lutte contre la pauvreté du Parlement européen qui réunit des eurodéputés de tous horizons politiques. Elle défend notamment dans différents dossiers clés la reconnaissance du droit à un environnement sain.
En 2020, elle publie avec Priscillia Ludosky Ensemble nous demandons justice, pour en finir avec les violences environnementales, dans lequel elles appellent à l'union des luttes pour la justice sociale et des luttes pour la justice environnementale.

### Répartition des migrants dans différents pays européens par la contrainte
En 2024, elle estime qu'« il faut contraindre les pays qui refusent d'accueillir les migrants à le faire » et notamment que « la France doit prendre sa part de façon contraignante ». Elle annonce par ailleurs que Les Ecologistes voteront contre le pacte migratoire qui est mis au vote au Parlement européen. Selon elle, « l'Europe se rend coupable de non-assistance à l'humanité en danger en Méditerranée ».

## Synthèse des résultats électoraux

### Élections européennes
Les résultats ci-dessous concernent uniquement les élections où elle est tête de liste.
| Année | Parti | Parti | Circonscription | Voix      | %    | Rang | Sièges |
| ----- | ----- | ----- | --------------- | --------- | ---- | ---- | ------ |
| 2024  |       | LÉ    | France          | 1 361 883 | 5,50 | 6e   | 5 / 81 |

## Publications
- Comment nous allons sauver le monde, Notre Affaire à Tous, Éditions Massot, 2019
- Ensemble nous demandons justice, pour en finir avec les violences environnementales, Priscillia Ludosky et Marie Toussaint, Éditions Massot, 2020[29]

### Ouvrages collectifs
- Des droits pour la nature, ouvrage collectif coordonné par Samanta Novella et rédigé dans le cadre du troisième tribunal internaional des droits de la Nature en 2015, Editions Utopia, 2016[31]
- Les Procès climatiques, entre le national et l'international, Ouvrage collectif sous la direction de Christel Cournil et Leandro Varison, Editions Pedone, 2018[32]
- The Well-being Transition, Ouvrage collectif sous la direction d'Éloi Laurent, Palgrave Macmillan, 2021[33]
- Standing up for a Sustainable World, ouvrage collectif sous la direction de Claude Henry, Johan Rockström et Nicholas Stern, 2021[34]